# Miami Open 2017
Miami Open presented by Itaú 2017 (tên khác là Miami Masters 2017) sẽ là một giải đấu quần vợt nam nữ chuyên nghiệp được chơi trên sân cứng tennis ngoài trời. nó sẽ là  giải thứ 32 của Miami Open, và nó sẽ thuộc hệ thống Masters 1000 của ATP World Tour 2017, và Premier Mandatory thuộc WTA Tour 2017. Cả hai nội dung nam và nữ đều diễn ra tại Tennis Center at Crandon Park ở Key Biscayne, Florida, Hoa Kỳ, từ 20 tháng 3 đến 2 tháng 4 năm 2017.

## Điểm và tiền thưởng

### Điểm
| Sự kiện | W    | F   | SF  | QF  | 1/16 | 1/32 | 1/64 | 1/128 | Q  | Q2 | Q1 |
| Đơn nam | 1000 | 600 | 360 | 180 | 90   | 45   | 25*  | 10    | 16 | 8  | 0  |
| Đôi nam | 1000 | 600 | 360 | 180 | 90   | 0    | —    | —     | —  | —  | —  |
| Đơn nữ  | 1000 | 650 | 390 | 215 | 120  | 65   | 35*  | 10    | 30 | 20 | 2  |
| Đôi nữ  | 1000 | 650 | 390 | 215 | 120  | 10   | —    | —     | —  | —  | —  |

- Vận động viên đặc cách được nhận điểm vòng 1.

### Tiền thưởng
| Nội dung | W          | F        | SF       | QF       | Vòng 16 | Vòng 32 | Vòng 64 | Vòng 128 | Q2     | Q1     |
| Đơn nam  | $1,175,505 | $573,680 | $287,515 | $146,575 | $77,265 | $41,350 | $22,325 | $13,609  | $4,076 | $2,026 |
| Đơn nữ   | $1,175,505 | $573,680 | $287,515 | $146,575 | $77,265 | $41,350 | $22,325 | $13,609  | $4,076 | $2,026 |
| Đôi nam  | $385,170   | $187,970 | $94,220  | $48,010  | $25,320 | $13,550 | —       | —        | —      | —      |
| Đôi nữ   | $385,170   | $187,970 | $94,220  | $48,010  | $25,320 | $13,550 | —       | —        | —      | —      |

## Vận động viên của ATP

### Hạt giống
Bao gồm các Hạt giống. Bảng xếp hạng và hạt giống dựa trên bảng xếp hạng ATP tính đến ngày 20 tháng 3 năm 2017. s
| Hạt giống | Xếp hạng | Tay vợt               | Điểm trước thi đấu | Points defending | Điểm giành được | Điểm sau thi đấu | Thực trạng                              |
| --------- | -------- | --------------------- | ------------------ | ---------------- | --------------- | ---------------- | --------------------------------------- |
| 1         | 3        | Stan Wawrinka         | 5,705              | 10               | 90              | 5,785            | Vòng bốn thua Alexander Zverev [16]     |
| 2         | 4        | Kei Nishikori         | 4,730              | 600              | 180             | 4,310            | Tứ kết thua Fabio Fognini               |
| 3         | 5        | Milos Raonic          | 4,480              | 180              | 45              | 4,345            | Vòng ba rút lui vì chấn thương gân kheo |
| 4         | 6        | Roger Federer         | 4,305              | 0                | 1,000           | 5,305            | Vô địch, đánh bại Rafael Nadal [5]      |
| 5         | 7        | Rafael Nadal          | 4,145              | 10               | 600             | 4,735            | Về Nhì, thua Roger Federer [4]          |
| 6         | 8        | Dominic Thiem         | 3,465              | 90               | 10              | 3,385            | Vòng hai thua Borna Ćorić               |
| 7         | 9        | Marin Čilić           | 3,420              | 45               | 10              | 3,385            | Vòng hai thua Jérémy Chardy             |
| 8         | 12       | David Goffin          | 2,975              | 360              | 90              | 2,705            | Vòng bốn thua Nick Kyrgios [12]         |
| 9         | 13       | Grigor Dimitrov       | 2,960              | 90               | 10              | 2,880            | Vòng hai thua Guido Pella               |
| 10        | 14       | Tomáš Berdych         | 2,790              | 180              | 180             | 2,790            | Tứ kết thua Roger Federer [4]           |
| 11        | 15       | Lucas Pouille         | 2,456              | 90               | 10              | 2,376            | Vòng hai thua Donald Young              |
| 12        | 16       | Nick Kyrgios          | 2,425              | 360              | 360             | 2,425            | Bán kết thua Roger Federer [4]          |
| 13        | 17       | Jack Sock             | 2,375              | 45               | 180             | 2,510            | Tứ kết thua Rafael Nadal [5]            |
| 14        | 18       | Roberto Bautista Agut | 2,190              | 90               | 90              | 2,190            | Vòng bốn thua Roger Federer [4]         |
| 15        | 19       | Pablo Carreño Busta   | 2,025              | 10               | 10              | 2,025            | Vòng hai thua Federico Delbonis         |
| 16        | 20       | Alexander Zverev      | 1,850              | 25               | 180             | 2,005            | Tứ kết thua Nick Kyrgios [12]           |
| 17        | 21       | Ivo Karlović          | 1,840              | (90)             | 45              | 1,795            | Vòng ba thua Nick Kyrgios [12]          |
| 18        | 23       | John Isner            | 1,715              | 10               | 45              | 1,750            | Vòng ba thua Alexander Zverev [16]      |
| 19        | 24       | Albert Ramos Viñolas  | 1,640              | 25               | 10              | 1,625            | Vòng hai thua Jiří Veselý               |
| 20        | 25       | Gilles Simon          | 1,495              | 180              | 10              | 1,325            | Vòng hai thua Jan-Lennard Struff        |
| 21        | 26       | Pablo Cuevas          | 1,460              | 45               | 10              | 1,425            | Vòng hai thua Benoit Paire              |
| 22        | 27       | Sam Querrey           | 1,445              | 10               | 45              | 1,480            | Vòng ba thua Roberto Bautista Agut [14] |
| 23        | 28       | Steve Johnson         | 1,415              | 45               | 10              | 1,380            | Vòng hai thua Nicolas Mahut             |
| 24        | 29       | Gilles Müller         | 1,390              | 10               | 45              | 1,425            | Vòng ba thua Tomáš Berdych [10]         |
| 25        | 30       | Fernando Verdasco     | 1,325              | 45               | 45              | 1,325            | Vòng ba thua Kei Nishikori [2]          |
| 26        | 31       | Philipp Kohlschreiber | 1,270              | (45)             | 45              | 1,270            | Vòng ba thua Rafael Nadal [5]           |
| 27        | 32       | David Ferrer          | 1,265              | 45               | 10              | 1,230            | Vòng hai thua Diego Schwartzman         |
| 28        | 33       | Mischa Zverev         | 1,251              | (12)             | 10              | 1,249            | Vòng hai thua Jared Donaldson [Q]       |
| 29        | 34       | Juan Martín del Potro | 1,175              | 25               | 45              | 1,195            | Vòng ba thua Roger Federer [4]          |
| 30        | 35       | João Sousa            | 1,115              | 45               | 10              | 1,080            | Vòng hai thua Fabio Fognini             |
| 31        | 36       | Feliciano López       | 1,090              | 10               | 10              | 1,090            | Vòng hai thua Malek Jaziri              |
| 32        | 37       | Paolo Lorenzi         | 1,082              | (29)             | 10              | 1,063            | Vòng hai thua Adrian Mannarino          |

### Vận động viên khác
Wildcard:
- Thomaz Bellucci
- Michael Mmoh
- Andrey Rublev
- Casper Ruud
- Mikael Ymer

Vượt qua vòng loại:
- Radu Albot
- Benjamin Becker
- Aljaž Bedene
- Jared Donaldson
- Ernesto Escobedo
- Christian Harrison
- Darian King
- Mikhail Kukushkin
- Lukáš Lacko
- Dušan Lajović
- Tim Smyczek
- Frances Tiafoe

Lucky loser:
- Mikhail Youzhny

### Bỏ cuộc
Trước giải
- Nicolás Almagro →thay thế bởi  Nikoloz Basilashvili
- Marcos Baghdatis →thay thế bởi  Dustin Brown
- Steve Darcis →thay thế bởi  Guido Pella
- Novak Djokovic (chấn thương) →thay thế bởi  Thiago Monteiro
- Richard Gasquet (viêm ruột thừa) →thay thế bởi  Adam Pavlásek
- Daniil Medvedev →thay thế bởi  Damir Džumhur
- Gaël Monfils →thay thế bởi  Konstantin Kravchuk
- Andy Murray (chấn thưởng khuỷ tay) →thay thế bởi  Taylor Fritz
- Bernard Tomic →thay thế bởi  Mikhail Youzhny
- Jo-Wilfried Tsonga (sinh con) →thay thế bởi  Yoshihito Nishioka

Trong giải
- Milos Raonic (Chấn thương gân kheo)

## Vận động viên của ATP đôi

### Hạt giống
| Quốc gia | Tay vợt               | Quốc gia | Tay vợt           | Xếp hạng1 | Hạt giống |
| -------- | --------------------- | -------- | ----------------- | --------- | --------- |
| FIN      | Henri Kontinen        | AUS      | John Peers        | 5         | 1         |
| FRA      | Pierre-Hugues Herbert | FRA      | Nicolas Mahut     | 7         | 2         |
| Hoa Kỳ   | Bob Bryan             | Hoa Kỳ   | Mike Bryan        | 8         | 3         |
| GBR      | Jamie Murray          | BRA      | Bruno Soares      | 15        | 4         |
| RSA      | Raven Klaasen         | Hoa Kỳ   | Rajeev Ram        | 21        | 5         |
| POL      | Łukasz Kubot          | BRA      | Marcelo Melo      | 26        | 6         |
| CRO      | Ivan Dodig            | ESP      | Marcel Granollers | 28        | 7         |
| ESP      | Feliciano López       | ESP      | Marc López        | 28        | 8         |

- 1 Rankings as of ngày 20 tháng 3 năm 2017.

### Vận động viên khác
Wildcards:
- Nick Kyrgios /  Matt Reid
- Andrey Rublev /  Mikael Ymer

The following pair received entry as alternates:
- Marcus Daniell /  Marcelo Demoliner

### Bỏ cuộc
Trước giải
- Lucas Pouille

Trong giải
- Pierre-Hugues Herbert

## Vận động viên của WTA

### Hạt giống
Bao gồm các Hạt giống. Bảng xếp hạng và hạt giống dựa trên bảng xếp hạng WTA tính đến ngày 20 tháng 3 năm 2017.
| Hạt giống | XH | Tên                      | Điểm trước giải | Điểm cần bảo vệ | Điểm giành được | Điểm sau giải | Kết quả                                   |
| --------- | -- | ------------------------ | --------------- | --------------- | --------------- | ------------- | ----------------------------------------- |
| 1         | 1  | Angelique Kerber         | 7,515           | 390             | 215             | 7,340         | Tứ kết thua Venus Williams [11]           |
| 2         | 3  | Karolína Plíšková        | 5,640           | 10              | 390             | 6,020         | Bán kết thua Caroline Wozniacki [12]      |
| 3         | 5  | Simona Halep             | 5,022           | 215             | 215             | 5,022         | Tứ kết thua Johanna Konta [10]            |
| 4         | 4  | Dominika Cibulková       | 5,160           | 35              | 120             | 5,245         | Vòng bốn thua Lucie Šafářová              |
| 5         | 8  | Agnieszka Radwańska      | 4,345           | 120             | 65              | 4,290         | Vòng ba thua Mirjana Lučić-Baroni [26]    |
| 6         | 6  | Garbiñe Muguruza         | 4,790           | 120             | 120             | 4,790         | Vòng bốn thua Caroline Wozniacki [12]     |
| 7         | 7  | Svetlana Kuznetsova      | 4,555           | 650             | 120             | 4,025         | Vòng bốn thua Venus Williams [11]         |
| 8         | 9  | Madison Keys             | 4,007           | 215             | 65              | 3,857         | Vòng ba thua Lara Arruabarrena            |
| 9         | 10 | Elina Svitolina          | 3,850           | 120             | 10              | 3,740         | Vòng hai thua Bethanie Mattek-Sands [WC]  |
| 10        | 11 | Johanna Konta            | 3,545           | 215             | 1,000           | 4,330         | Vô địch, đánh bại Caroline Wozniacki [12] |
| 11        | 12 | Venus Williams           | 3,485           | 10              | 390             | 3,865         | Bán kết thua Johanna Konta [10]           |
| 12        | 14 | Caroline Wozniacki       | 3,225           | 65              | 650             | 3,810         | Về nhì, lost tothua Johanna Konta [10]    |
| 13        | 13 | Elena Vesnina            | 3,320           | 95              | 10              | 3,235         | Vòng hai thua Ajla Tomljanović [WC]       |
| 14        | 19 | Samantha Stosur          | 2,010           | 10              | 120             | 2,120         | Vòng bốn thua Simona Halep [3]            |
| 15        | 20 | Barbora Strýcová         | 1,995           | 35              | 120             | 2,080         | Vòng bốn thua Karolína Plíšková [2]       |
| 16        | 21 | Kiki Bertens             | 1,960           | 95              | 10              | 1,875         | Vòng hai thua Risa Ozaki [Q]              |
| 17        | 17 | Anastasia Pavlyuchenkova | 2,141           | 10              | 65              | 2,196         | Vòng ba thua Bethanie Mattek-Sands [WC]   |
| 18        | 22 | Coco Vandeweghe          | 1,878           | 65              | 10              | 1,823         | Vòng hai thua Jana Čepelová [Q]           |
| 19        | 25 | Anastasija Sevastova     | 1,725           | (15)            | 10              | 1,720         | Vòng hai thua Sorana Cîrstea              |
| 20        | 24 | Carla Suárez Navarro     | 1,736           | 10              | 10              | 1,736         | Vòng hai thua Julia Görges                |
| 21        | 23 | Caroline Garcia          | 1,815           | 65              | 10              | 1,760         | Vòng hai thua Peng Shuai                  |
| 22        | 18 | Kristina Mladenovic      | 2,080           | 10              | 10              | 2,080         | Vòng hai thua Patricia Maria Țig [Q]      |
| 23        | 26 | Daria Gavrilova          | 1,715           | 10              | 10              | 1,715         | Vòng hai thua Lucie Šafářová              |
| 24        | 27 | Tímea Babos              | 1,675           | 120             | 10              | 1,565         | Vòng hai thua Pauline Parmentier          |
| 25        | 30 | Roberta Vinci            | 1,535           | 65              | 10              | 1,480         | Vòng hai thua Taylor Townsend [Q]         |
| 26        | 29 | Mirjana Lučić-Baroni     | 1,589           | 10              | 215             | 1,794         | Tứ kết thua Karolína Plíšková [2]         |
| 27        | 32 | Yulia Putintseva         | 1,525           | 10              | 65              | 1,580         | Vòng ba thua Karolína Plíšková [2]        |
| 28        | 28 | Irina-Camelia Begu       | 1,617           | 120             | 10              | 1,507         | Vòng hai thua Lara Arruabarrena           |
| 29        | 31 | Ana Konjuh               | 1,527           | (20)            | 10              | 1,517         | Vòng hai thua Kirsten Flipkens            |
| 30        | 33 | Zhang Shuai              | 1,480           | 35              | 65              | 1,510         | Vòng ba thua Garbiñe Muguruza [6]         |
| 31        | 42 | Daria Kasatkina          | 1,285           | 35              | 10              | 1,260         | Vòng hai thua Shelby Rogers               |
| 32        | 35 | Ekaterina Makarova       | 1,426           | 215             | 10              | 1,221         | Vòng hai thua Anett Kontaveit [Q]         |

### Vận động viên khác
Wildcards:
- Amanda Anisimova
- Paula Badosa Gibert
- Ashleigh Barty
- Nicole Gibbs
- Beatriz Haddad Maia
- Bethanie Mattek-Sands
- Ajla Tomljanović
- Natalia Vikhlyantseva

Vượt qua vòng loại:
- Madison Brengle
- Verónica Cepede Royg
- Jana Čepelová
- Marina Erakovic
- Anett Kontaveit
- Varvara Lepchenko
- Kurumi Nara
- Risa Ozaki
- Aliaksandra Sasnovich
- Patricia Maria Țig
- Taylor Townsend
- Donna Vekić

The following player received entry as a lucky loser:
- Magda Linette

### Withdrawals
Before the tournament
- Victoria Azarenka →thay thế bởi  Mandy Minella
- Timea Bacsinszky →thay thế bởi  Kateryna Bondarenko
- Catherine Bellis →thay thế bởi  Magda Linette
- Camila Giorgi →thay thế bởi  Belinda Bencic
- Petra Kvitová →thay thế bởi  Carina Witthöft
- Sloane Stephens →thay thế bởi  Jennifer Brady
- Serena Williams →thay thế bởi  Wang Qiang

### Bỏ cuộc
- Danka Kovinić
- Garbiñe Muguruza
- Lesia Tsurenko

## Nhà vô địch

### Đơn nam
- Roger Federer  đánh bại.  Rafael Nadal, 6–3, 6–4

### Đơn nữ
- Johanna Konta  đánh bại.  Caroline Wozniacki, 6–4, 6–3[6]

### Đôi nam
- Łukasz Kubot /  Marcelo Melo đánh bại.  Nicholas Monroe /  Jack Sock, 7–5, 6–3

### Đôi nữ
- Gabriela Dabrowski /  Xu Yifan đánh bại.  Sania Mirza /  Barbora Strýcová, 6–4, 6–3